# 奧斯卡盧薩鎮區 (堪薩斯州傑佛遜縣)
奧斯卡盧薩鎮區（英語：Oskaloosa Township）為美國堪薩斯州傑佛遜縣轄下的鎮區。2010年美国人口普查中此鎮區人口有2,169人。

## 地理
奧斯卡盧薩鎮區涵蓋總面積為149.0平方（57.53平方英里），其中陸地面積為147.5平方（56.94平方英里），水域面積為1.5平方（0.59平方英里）或1.03%。海拔高度336（1,102英尺）。

## 人口統計
根據2010年美國人口普查，奧斯卡盧薩鎮區人口有2,169人，其中男性有1,105人，女性有1,064人，人口密度為每平方公里14.56人，住房計923戶。鎮區內的白人有2,098人，非裔美國人有5人，美洲原住民有17人，亞裔美國人有7人，太平洋島裔美國人有0人，其他種族有7人，混血種族則有35人。此外鎮區內有35人為西班牙裔或拉丁裔美國人。此鎮區之年齡中位數為43.8歲，而男性年齡中位數為42.2歲，女性年齡中位數為44.8歲。

## 交通

### 主要公路
- 59號美國國道
- 92號堪薩斯州州道